# وایسدورف
وایسدورف (به آلمانی: Weißdorf) یک شهر در آلمان است که در ناحیه هوف واقع شده‌است.

## خصوصیات
وایسدورف ۲۱٫۹۰ کیلومترمربع مساحت دارد ۵۳۲ متر بالاتر از سطح دریا واقع شده‌است.